# Yo-Yo (rapper)
Yo-Yo, artiestennaam van Yolanda Whitaker, (Compton (Californië), 4 augustus 1971) is een Amerikaanse rapper en actrice.

## Carrière

### Muziekcarrière
Yolanda Whitakers loopbaan kwam van de grond toen ze onder haar artiestennaam Yo-Yo verscheen op Ice Cubes debuutalbum AmeriKKKa's Most Wanted uit 1990, als zijn protegé (ze werkten samen voor het nummer "It's a Man's World"). Een jaar later bracht Yo-Yo haar eerste solo-album uit, getiteld Make Way for the Motherlode. In 1991 bracht Whitaker een single uit met mentor Ice Cube  ("You Can't Play with my Yo-Yo"), die een kleine hit werd.
Veel van haar nummers ijveren voor meer vrouwelijke macht in de maatschappij. In 1992 volgde reeds haar tweede studioalbum, Black Pearl, dat positief werd ontvangen in de Verenigde Staten vanwege de voor Yo-Yo's rapgenre (gangsta rap) atypische focus op positieve boodschappen en opbeurende thema's die op het album te horen zijn, en ze werd op dat gebied vergeleken met de meidengroep TLC. Desondanks werd Black Pearl geen mainstream succes.
Yolanda "Yo-Yo" Whitaker werkte voor haar derde studio-album, You Better Ask Somebody uit 1993, een derde maal samen met Ice Cube ("The Bonnie and Clyde Theme"). Haar twee voorlopig laatste albums Total Control (1996) en Ebony (1998) bleven onder de radar van het grote publiek.

### Acteercarrière
Als actrice had Whitaker een filmrol in het drama Boyz n the Hood (1991) en had ze een vaste tv-rol als Keylolo in de komedieserie Martin met Martin Lawrence (Bad Boys, Big Momma's House).
In 2004 verleende ze haar stem aan Kendl Johnson, de zus van Carl Johnson, in het computerspel Grand Theft Auto: San Andreas.